# دانيال ليرنر
دانيال ليرنر (بالإنجليزية: Daniel Lerner)‏ هو أستاذ جامعي أمريكي، ولد في 30 أكتوبر 1917 في بروكلين في الولايات المتحدة، وتوفي في 8 مايو 1980 في سانتا كروز في الولايات المتحدة.